# Caloptilia euglypta
Caloptilia euglypta là một loài bướm đêm thuộc họ Gracillariidae. Nó được tìm thấy ở Queensland.